# 에밀리 블런트
에밀리 올리비아 로라 블런트(영어: Emily Olivia Laura Blunt, 1983년 2월 23일~)는 영국과 미국의 배우이다. 한 차례 골든 글로브상을 포함한 여러 시상식의 수상자이며, 영국 아카데미 영화상에는 두 차례 후보로 지명됐다.
도킹의 허트우드 하우스에서 연기 교육을 받은 블런트는 2001년 연극 《로열 패밀리》로 연기 경력을 시작했다. 그후로 텔레비전 영화 《워리어 퀸》에서 에 출연하였고, 미니시리즈 《헨리 8세》에서 불행하게 죽은 왕비 캐서린 하워드를 연기했다. 2004년 드라마 영화 《사랑이 찾아온 여름》에서 그녀의 연기는 호평을 받아 이브닝 스탠더드 영국 영화상에서 가장 유망한 신인상을 수상했다. 텔레비전 영화 《기디언의 딸》(2006)에서 그녀의 연기는 골든 글로브상 텔레비전 영화 시리즈 부분 여우조연상을 받았다. 같은 해, 그녀는 《악마는 프라다를 입는다》로 골든 글로브상 영화부분 여우조연상과 영국 아카데미상(BAFTA) 최우수 여우조연상 후보에 지명되었다. 2009년 블런트는 브리타니아상(Britania) 올해의 영국 예술가상을 수상했다.
블런트의 인지도는 시대극 영화 《영 빅토리아》(2009), 로맨틱 코미디 영화 《사막에서 연어낚시》(2012), 공상과학 영화 《컨트롤러》(2011), 《루퍼》(2012), 《엣지 오브 투모로우》(2014), 그리고 뮤지컬 판타지 영화 《숲속으로》(2014)등에서 주연을 맡으며, 계속해서 늘어났다. 범죄 영화 《시카리오: 암살자의 도시》(2015)에서 원칙주의자 FBI 요원 역 그리고 《걸 온 더 트레인》(2016)에서 알코올 중독자 여성 역을 연기하며 좋은 평가를 받았으며, 《걸 온 더 트레인》의 배역으로 미국 배우 조합상(스크린 액터 길드 어워드) 영화 부분 여우주연상과 영국 아카데미상(BAFTA) 여우주연상 후보에 올랐다. 2018년에 블런트는 극찬을 받은 공포 영화 《콰이어트 플레이스》에 남편 존 크러진스키와 같이 출연했고 뮤지컬 판타지 영화 《메리 포핀스 리턴즈》에서 메리 포핀스를 연기했다.

## 성장 과정
블런트는 전직 배우이자 현 교사인 재니스와 연봉 백만 파운드를 벌던 영국 내에서 최고의 법정 변호사 중 한명이자 왕실 고문변호사 올리버 사이먼 피터 블런트 사이에 태어난 네 명의 아이들 중 둘째로서 런던에서 태어났다. 그녀의 형제 자매들은 펄리시티, 서바스천, 수재나이다. 그녀의 친할아버지는 영국 육군 소장 피터 블런트이며, 그녀의 삼촌중 한명은 라이게이트 선거구의 보수당 국회의원 크리스핀 블런트이다. 블런트는 입스톡 플레이스 스쿨에 다녔고, 16살의 나이에 공연 예술 수업으로 유명한 제6과정 컬러지인 허트우드 하우스에 입학한다. 그곳에서 그녀는 에이전트에게 발굴 되었다.

## 경력

### 2001~04: 초기 경력
블런트는 피터 홀 경의 작품인 《The Royal Family》에서 주디 덴치의 상대역으로 출연하며 프로 데뷔를 하였다. 그 작품에서의 그녀의 연기를 두고 비평가들의 칭찬을 받은, 그녀는 이브닝 스탠더드으로부터 "최고의 신인"으로 지명되기도 하였다. 그녀는 영국 국립극장에서 열린 니콜라스 라이트의 《빈센트 인 브릭스턴》에서 유제니 역을 연기하였고, 치체스터 축제 극장에서 열린 인두 루바싱엄의 작품 《로미오와 줄리엣》에서 줄리엣 역으로 출연하였고, 두 작품 모두 2002년 때이다. 2003년, 그녀는 로마인들에게 맞서 싸웠던 고대 켈트족 여전사 여왕에 대한 영국의 텔레비전 드라마인 《부디카》를 통해서 텔레비전 영화에 데뷔하였다. 같은 해에, 그녀는 영국의 2부작 TV 드라마 《헨리 8세》에서 16세기의 여왕인 캐서린 하워드 역 연기로 찬사를 받았다.
2004년, 블런트는 사기와 잉글랜드 시골 지역에 레즈비언들의 사랑을 다룬 영국의 느와르 영화 《사랑이 찾아온 여름》에서의 탐신 역을 통해서 성공의 계기가 되는 연기를 보였다. 그녀는 공동 주연 내털리 프레스와 함께 이브닝 스탠더드 영국 영화상 가장 촉망되는 신인상을 수상하였다.

### 2005~10: 주목 받다
2005년, 블런트는 빌 나이, 미란다 리처드슨과 함께 스티븐 폴리아코프가 각본을 쓰고 감독을 맡은 영국의 TV 드라마 《기디언의 딸》에 공동 주연으로 출연하였고, 여기서 그녀는 나이가 연기했던 신노동당의 공보 비서관인 기디언 워너의 문제 많은 외동딸 역을 연기하였다. 블런트는 그 배역의 연기로 골든 글러브상을 수상했다.
2006년, 블런트는 박스오피스 성공을 거둔 《악마는 프라다를 입는다》에서 메릴 스트립과 앤 해서웨이의 상대 역으로 출연하였다. 스트립과 해서웨이가 처음에는 대부분의 비평가들의 주목을 받았지만, 블런트는 엔터테인먼트 위클리가 그들의 여름 하반기의 특별 이슈로 그녀를 최고의 여배우 신스틸러로 선정하는등에 동등하게 기억되며 인정을 받았다. 그녀의 역할인 에밀리 역으로 영국 아카데미 영화상과 골든 글로브상 후보에 올랐다. 그녀는 제79회 아카데미상에 영화에서의 공동 주연인 해서웨이와 함께 프라다로 꾸며진 의상을 입으며 시상식에 참석하였다. 같은 해에, 블런트는 독립 드라마 영화 《이리지스터블》에 수전 서랜던과 함께 공동 주연을 맡았다. 서랜던은 감독 데이비드 어번에게 그의 차기 작품인 《더 걸 인 더 파크》에 그녀를 캐스팅 할 것을 강력히 재안하여, 그는 블런트를 캐스팅 시도를 하였지만, 그녀가 받아들이지 않았다.

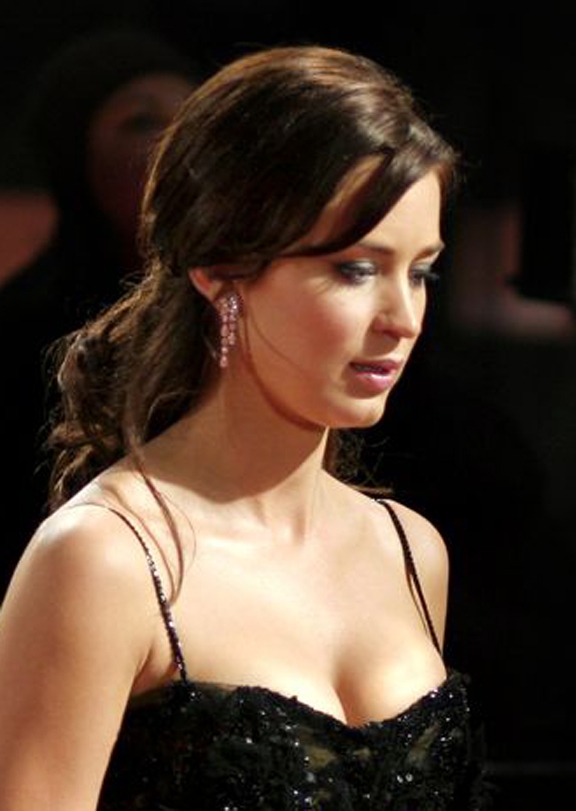
2007년 2월 11일 제60회 영국 아카데미상에서 블런트

2007년, 블런트는 《윈드 칠》, 《제인 오스틴 북 클럽》, 《댄 인 러브》, 《찰리 윌슨의 전쟁》등 4개의 작품에 출연하였다. 2008년, 블런트는 《선샤인 클리닝》에서의 노라 로코스키 역과 《그레이트 벅 하워드》에서의 발레리 브레넌 등 영화 두 편에 출연하였다. 2009년, 블런트는 장마크 발레가 감독을 맡고 줄리언 펠로스가 각본을 쓴 《영 빅토리아》에서 빅토리아 여왕 역으로 출연하였다. 그녀는 또한 토비 스팬턴이 감독을 맡은 단편 영화 《Curiosity》에도 출연했다. 그녀는 《아이언맨 2》에서의 블랙 위도우 역을 연기하기로 존 패브로 감독이 택한 첫 번째 배우였으나, 《걸리버 여행기》의 일정 문제로 인해 배역을 스칼렛 요한슨에게 어쩔수 없이 넘겨주었다. 그녀는 영국의 TV 프로그램 《Angelina Ballerina: The Next Steps》에서 앤젤리나의 어머니인 마틸다 마우셀링의 성우를 맡기도 하였다.
2010년, 블런트는 베니치오 델 토로, 앤서니 홉킨스와 함께 2월 21일에 개봉한 고예산 영화인 《울프맨》에 공동 주연을 맡았다. 그녀는 또한 《걸리버 여행기》에서 주연을 맡았고 맷 데이먼과 함께 출연한 《컨트롤러》에서 맷 데이먼 역할에 "미스터리하게 거리가 유지하는" 무용가 역인 주연을 맡았다. 블런트는 《퍼스트 어벤져》에서 주연 여배우 역을 제안 받았으나, 거절하였다. 그녀가 데이비드 리커의 독립 영화 《더 걸》에서 맡기로 했던 주연 역할을 호주 출신의 여배우 애비 코니시로 대체되었다. 그녀는 일정 문제로 인해 그 영화에서 하차한 것이였다.
.

### 2011~2014: 공상 과학과 코미디 영화
블런트는 2011년에 라세 할스트룀이 감독을 맡고 이완 맥그리거와 크리스틴 스콧 토머스가 공동 주연으로 출연한 영국의 코미디 영화 《사막에서 연어낚시》에 출연했다. 그녀는 예멘의 사막에 플라이 낚시를 들여오고자 하는 셰이크의 꿈을 현실로 이루기 위해 맥그리거가 연기한 어류 전문가를 고용한 재정 조언가 역을 연기했다. 이 영화는 토론토 국제 영화제에서 처음 공개되었고, 블런트와 맥그리거의 연기로 좋은 평가를 받았다. 로스앤젤레스 타임스의 케네스 터랜은 “블런트와 맥그리거 이 둘은 각자만의 훌륭한 스타일의 연기를 펼칠 수 있는 오늘날 가장 재능있고 매력적인 배우들이다”라고 기고했다. 그녀는 이때의 연기로 골든 글로브상 뮤지컬 코미디 영화 부문 여우주연상 후보에 올랐다. 같은 해에 그녀는 《머펫 대소동》에서 미스 피기의 접수 담당자로서 카메오 출연했고, 로즈메리 디윗, 마크 듀플래스와 함께 독립 코미디 드라마 영화 《유어 시스터스 시스터》에 출연했다. 2011년, 블런트는 이브 생로랑의 새로운 향수인 오퓸의 모델로 선정되었다.

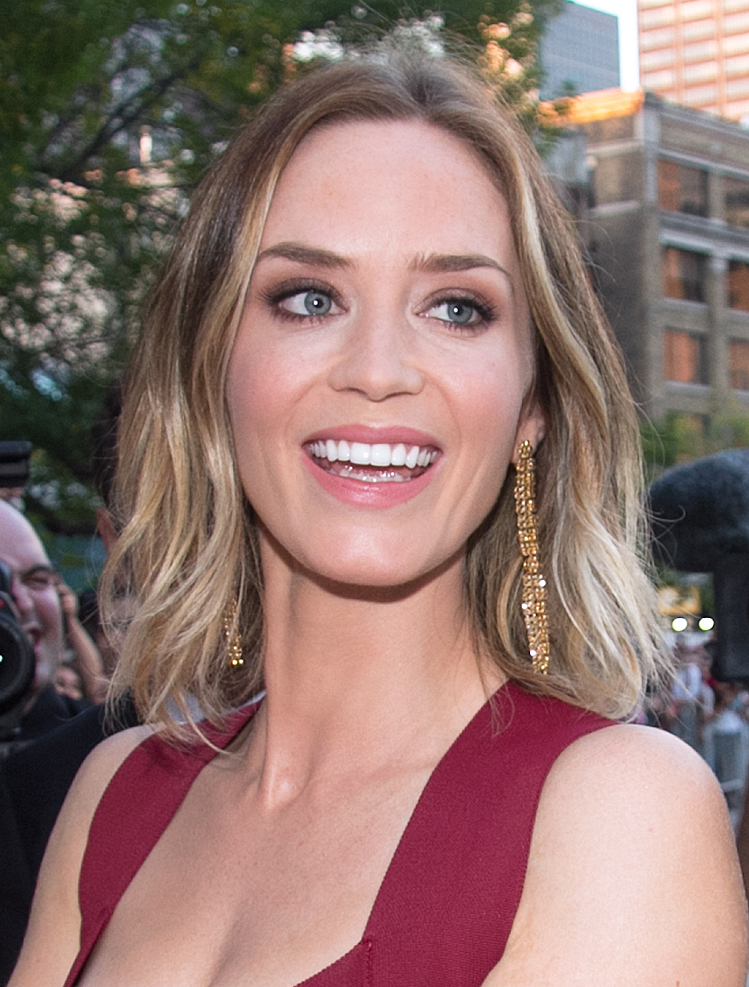
2012년 토론토 국제 영화제에서 블런트

그녀는 2012년에 니컬러스 스톨러가 감독을 맡고 제이슨 시걸이 공동 주연으로 출연한 영화 《5년째 약혼중》에 주연을 맡았고, 이 영화에서 그녀와 시걸은 약혼 기간이 계속 늘어나면서 관계가 불편하게 된 커플을 연기했다. 이 영화는 뉴욕 데일리 뉴스의 엘리자베스 바이츠먼의 “블런트는 더 이상 더 느긋할 수 없었고, 그녀와 시걸은 그럴듯한 케미스트리를 펼쳤다”라는 평가와 함께 긍정적 평가를 얻었다. 그 다음에 블런트는 라이언 존슨이 감독을 맡고 브루스 윌리스와 조지프 고든 레빗이 공동 주연을 맡은 미국의 공상과학 영화 《루퍼》에 출연했다. 블런트는 고든 레빗이 연기한 배역을 돕고 사랑에 빠진 거친 시골 여성이자 싱글맘 세라 역을 연기했다. 이 영화는 토론토 국제 영화제에서 처음 공개되었으며, 영화제에서 개막작 역할을 했고 상당히 긍정적인 반응을 얻었다. 할리우드 리포터의 토드 매카시는 “세라의 거칠고 연약한 면을 효과적으로 드러낸 것”을 블런트의 몫으로 돌렸다. 같은 해, 그녀는 과거에서 도망치려하는 문제있는 여성 샬럿을 맡으며, 콜린 퍼스와 함께 《아서 뉴먼》에 출연했다. 이 영화는 대게 부정적인 평가를 받았다.
2014년, 그녀는 사쿠라자카 히로시가 쓴 일본의 라이트노벨인 《All You Need Is Kill》을 각색한 《엣지 오브 투모로우》에서 톰 크루즈의 상대역으로 출연하였다. 블런트는 침입해온 외계 생명체를 물리치기 위해 크루즈가 연기한 홍보장교를 훈련시키는 임무를 맡은 특수부대 요원 리타 브라타스키 역을 연기했다. 블런트는 “역기부터 단거리달리기까지 그리고 요가, 공중그네운동 그리고 체조까지의 모든 것에 집중하며” 석 달간 몸을 만들었고 크라브마가를 배웠다. 영화는 370,541,256 달러를 벌어들이며, 상업적 성공을 거뒀고 긍정적인 평가를 받았다. 많은 비평가들은 블런트가 연기했던 주도적인 배역에 이례적으로 주목을 하였는데, 버라이어티의 저스틴 챙은 “블런트는 경계적이고, 활기차며, 정서적으로 너무 과중하지 않은 배역이다”이라며 언급했다. 이때의 연기로 블런트는 크리틱스 초이스 영화상 액션 영화 부문 여우주연상을 수상했다. 크루즈와 블런트가 그들이 맡았던 배역으로 재출영하길 바람과 동시에 후속작이 현재 기획 중에 있다.
블런트는 롭 마셜이 연출하고 제임스 코든, 애나 켄드릭, 크리스 파인 그리고 마녀 역을 맡은 《악마는 프라다를 입는다》에서 공동 주연으로 출연했던 메릴 스트립이 앙상블 출연한 월트 디즈니의 스티븐 손드하임의 뮤지컬 《인투 더 우즈》를 각색한 영화에서 베이커의 부인으로 연기했다. 아이라니하게도 블런트가 연기한 배역은 불임이지만, 실제로 촬영 기간에 그녀는 임신 중이였다. 영화는 상업적 성공을 거뒀고 블런트가 연기와 노래 실력으로 칭찬을 받음과 함께 대체적으로 호의적인 반응을 얻었다. 뉴욕 타임 포스트의 루 루메닉은 블런트가 그 해 최고의 연기를 펼친 여배우 중 한 명이라 생각했고, 타임의 리처드 콜리스는 “블런트가 스크린에 나타날때, 숲은 무너진 요정의 이야기의 마법과 함께 생기 넘친다”라고 평가했다. 블런트는 이때의 연기로 두 번째 골든 글로브상 코미디 뮤지컬 영화 부문 여우주연상 후보에 이름을 올렸다.

### 2015~

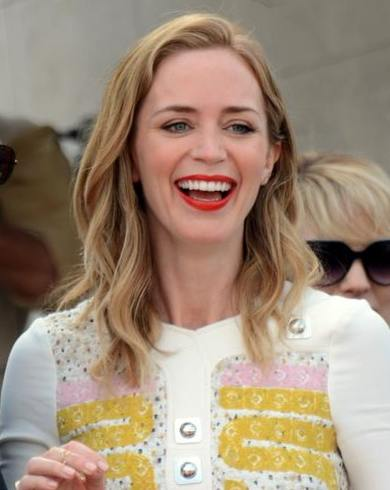
2015년 칸 영화제에서의 《시카리오》 프리미어 중 모습.

2015년 블런트는 드니 빌뇌브가 감독을 맡고 베니치오 델 토로, 조시 브롤린이 공동 출연한 액션 범죄 영화 《시카리오: 암살자의 도시》에 출연했다. 그녀는 강력한 멕시코 마약 카르텔의 지도자를 체포하라는 임무를 맡은 원칙주의자 FBI 요원 케이트 메이서를 연기했다. 이 영화는 칸 영화제에서 황금종려상 경쟁작으로 선정됐고, 비평적 호평을 받았다. 블런트는 엠파이어의 댄 졸린이 그녀의 연기를 “미묘한 차이”라 칭하고, “고지식하고 예리한 결심이 고통스럽게 꺾이게 되었다”라고 말했던 반면 가디언의 피터 브래드쇼는 그녀의 배역이 억지스럽다고 여겼는데, “블런트가 대단한 연기 집중력과 뻔뻔함으로 온갖 어색한 것을 잘 밀고나갔다”라며 칭찬했다. 블런트는 크리틱스 초이스 영화상 액션 영화 부문 여우주연상에 2년 연속 후보로 지명되었다.
2016년에 그녀는 《스노우 화이트 앤 더 헌츠맨》의 프리퀼과 시퀼 둘다 맡은 세드리크 니콜라트루아양이 연출한 《헌츠맨: 윈터스 워》에 크리스 헴스워스, 샤를리즈 테론, 제시카 채스테인과 함께 공동 출연했다. 이 영화는 박스 오피스 흥행에 실패했고 비평가들에게 대부분 비판을 받았다.
블런트는 테이트 테일러가 감독을 연출하고, 루크 에번스, 레베카 페르구손, 저스틴 서룩스와 공동 출연하는 《걸 온 더 트레인》에 주인공 역을 맡았다. 폴라 호킨스가 쓴 동명의 베스트셀러 소설을 원작으로 하는 이 영화에서 블런트는 실종자 수사 사건에 연루된 알코올 중독 이혼녀 레이철 역을 연기했다. 영화는 소설의 내용을 잘 살리지 못 했다고 비평가들에게서 상반된 평가를 받았음에도, 블런트는 자신의 연기에 대해 만장 일치 극찬을 받았다. 롤링 스톤의 피터 트래버스는 “영화는 소설보다 빠르게 전개되었고, 에밀리 블런트는 과음으로 필름이 끊기고 살인범일지도 몰라 이 작품을 한층 더 매력적인 수준으로 끌어올려준 배역에 깊이 파고 들었다.”라며 언급했다. 그녀는 영국 예술 아카데미 여우주연상 그리고 그녀 최초의 미국 배우 조합 여우주연상 둘다 후보에 올랐다.
2017년 애니메이션 영화 《마이 리틀 포니: 더 무비》, 《애니멀 크레커》에 목소리 출연을 하고나서, 블런트는 소리를 듣고 사냥하는 괴생물체에게 고통에 놓인 가족에 대한 영화인 그녀의 남편 존 크러진스키의 2018년 공포 영화 《콰이어트 플레이스》로 스크린에 복귀했다. 크러진스키와 블런트 그 누구도 처음에는 영화에 그와 그녀가 같이 출연할 것이라는 계획이 없었지만, 영화 각본을 읽은 블런트가 남편에게 출연을 시켜달라고 설득했다. 《콰이어트 플레이스》는 사우스 바이 사우스웨스트 개막 전야 영화로 첫 공개되어, 비평가들에게 극찬을 받았다. 인디와이어의 에릭 콘은 “이러한 장르의 영화에 세련되고 훌륭한 정도를 지닌 설득력 있고 강렬한 그들의 장면”이라고 캐스팅에 박수 갈채를 보낸 반면 IGN의 로라 프루덤은 “특히 만약 블런트가 반박 못할 납득을 갖고 괴물들과 연기하지 않았더라면 그녀는 거의 바보 같이 보이는 방식의 가혹한 시련이 놓인 것이다.”라고 언급했다.
블런트는 1964년 작품의 속편으로서 진행될 예정인 2018년 영화 《메리 포핀스 리턴즈》에 주인공 배역 (본래 줄리 앤드루스가 연기했던)을 맡았으며, 이 영화에서 그녀와 롭 마셜, 메릴 스트립가 다시 뭉쳤다. 그녀는 디즈니랜드에 있는 테마 지역인 어드벤처랜드의 동명의 놀이기구를 영화로 각색한 《정글 크루즈》에 드웨인 존슨과 같이 출연할 예정이다.

## 사생활

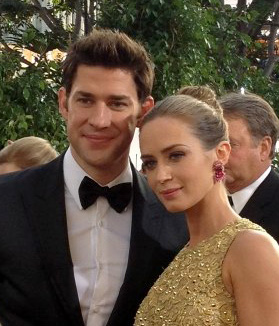
2013년 골든 글러브상 시상싯에서 블런트와 그녀의 남편 존 크러진스키

블런트는 캐나다 가수 마이클 부블레와 3년간 사귀었다. 그들은 2005년에 맬버른에서 열린 오스트레일리아의 TV 시상식인 로지 상의 백스테이지에서 만났다. 그들은 2008년에 헤어지기 이전까지, 캐나다 밴쿠버에서 동거하였다. 2008년 11월, 블런트는 미국의 배우 존 크러진스키와 교제를 시작하였다. 블런트와 크러진스키는 2009년 8월에 약혼을 하였고, 2010년 7월 10일에 이탈리아 코모에서 결혼식을 올렸다. 그들은 2014년 2월 16일에 태어난 딸인 헤이즐과 2016년에 태어난 바이올렛을 두고 있다.
블런트의 형부는 그녀와 함께 《악마는 프라다를 입는다》에서 공동 주연을 하였던 스탠리 투치이다. 2012년에, 투치는 직업이 작가 대리인인 블런트의 자매 펄리시티와 결혼하였다. 블런트는 스탠리에게 펄리시티를 소개시켜준바가 있다. 그녀의 형제인 세바스찬 역시도 배우이다.
어린 시절인 7살에서 14살까지, 블런트는 말더듬증으로 어려움을 겪었다. 그녀는 학교 선생님에게 연기를 통해서 그녀의 말더듬증을 극복하는데 조언을 받았다고 언급하였다. 그녀는 미국 말더듬증 연구소에 이사회의 일원이다.
2015년 8월, 블런트는 미국 시민권자로서 귀화되었다. 그녀는 미국에서 이중 시민권을 취득했으며, 이 상태가 자신의 세금 및 비자 상황을 도왔다고 시사했다. 그녀는 영국에 대한 그녀의 유일한 충성을 포기하면서 갈등을 겪었다고 말했다.
그녀는 2015년 FHM의 세계에서 가장 섹시한 여성 100인 중 98위를 기록했다.